# Gare de Makuharitoyosuna
La gare de Makuharitoyosuna (幕張豊砂駅, Makuharitoyosuna-eki) est une gare ferroviaire japonaise de la ville de Chiba, dans la préfecture de Chiba. La gare est gérée par la East Japan Railway Company (JR East).

## Situation ferroviaire
La gare de Makuharitoyosuna est située au point kilométrique (PK) 30,0 de la ligne Keiyō.

## Histoire
La gare a été inaugurée le 18 mars 2023.

## Service des voyageurs

### Accueil
La gare dispose d'un bâtiment voyageurs, avec guichets, ouvert tous les jours.

### Desserte
- Ligne Keiyō :
  - voie 1 : direction Soga
  - voie 2 : direction Minami-Funabashi (interconnexion avec la ligne Musashino) et Tokyo